# 雪蹊寺
雪蹊寺（せっけいじ）は、高知県高知市長浜にある臨済宗妙心寺派の寺院。高福山（こうふくざん）、幸福院（こうふくいん）と号す。本尊は薬師如来。四国八十八箇所第三十三番札所。
- 本尊真言：おん ころころ せんだりまとうぎ そわか
- ご詠歌：旅の道うえしも今は高福寺　のちのたのしみ有明（ありあけ）の月
- 納経印：当寺本尊、奥の院中谷堂

## 歴史
寺伝によれば空海（弘法大師）の開基で、創建当初は真言宗に属し、「少林山高福寺」と称したという。鎌倉時代に仏師運慶と長男の湛慶が来山して「慶運寺」と改めたという。
寺に伝わる毘沙門天および両脇侍像は、毘沙門天像の足枘銘から湛慶の真作と判明し、高福寺創建の嘉禄元年（1225年）頃の作と推定されている。ただし、湛慶作の仏像が都から遠く離れた土佐に伝わった経緯は定かでない。
なお、『土佐国編年紀事略』には嘉禄元年（1225年）、右近将監定光なる人物が高福寺を創建したとする。天正16年（1588年）の長浜地検帳には「慶雲寺」とあり、この頃までに慶雲寺と改称していたことが窺える。。
その後、寺運が衰え、廃寺となっていたが、天正年間（1573年 – 1593年）の後期に月峰和尚が住職となり、土佐国の戦国大名長宗我部元親の後援で臨済宗の寺として復興した。慶長4年（1599年）の長宗我部元親の病没後、当寺は長宗我部家の菩提寺となり、元親の法名「雪蹊恕三大禅定門」から「雪蹊寺」と称した。
江戸時代初期には「南学発祥の道場」といわれ天室僧正が朱子学南学派の祖として活躍、野中兼山などの儒学者を生み出した。
明治時代になると廃仏毀釈により明治3年（1870年）廃寺となり、翌年、本堂跡に当寺所蔵の長宗我部元親坐像を神体とした秦神社が建立された。明治12年（1879年）大玄和尚により維新館の跡地に再興、明治44年（1911年）までに寺域を拡張して本格的な復興を遂げた。なお、明治12年に再興されるまで納経は、31番竹林寺で「高福寺」の名でされていたという。

## 境内
- 本堂：平成16年改築

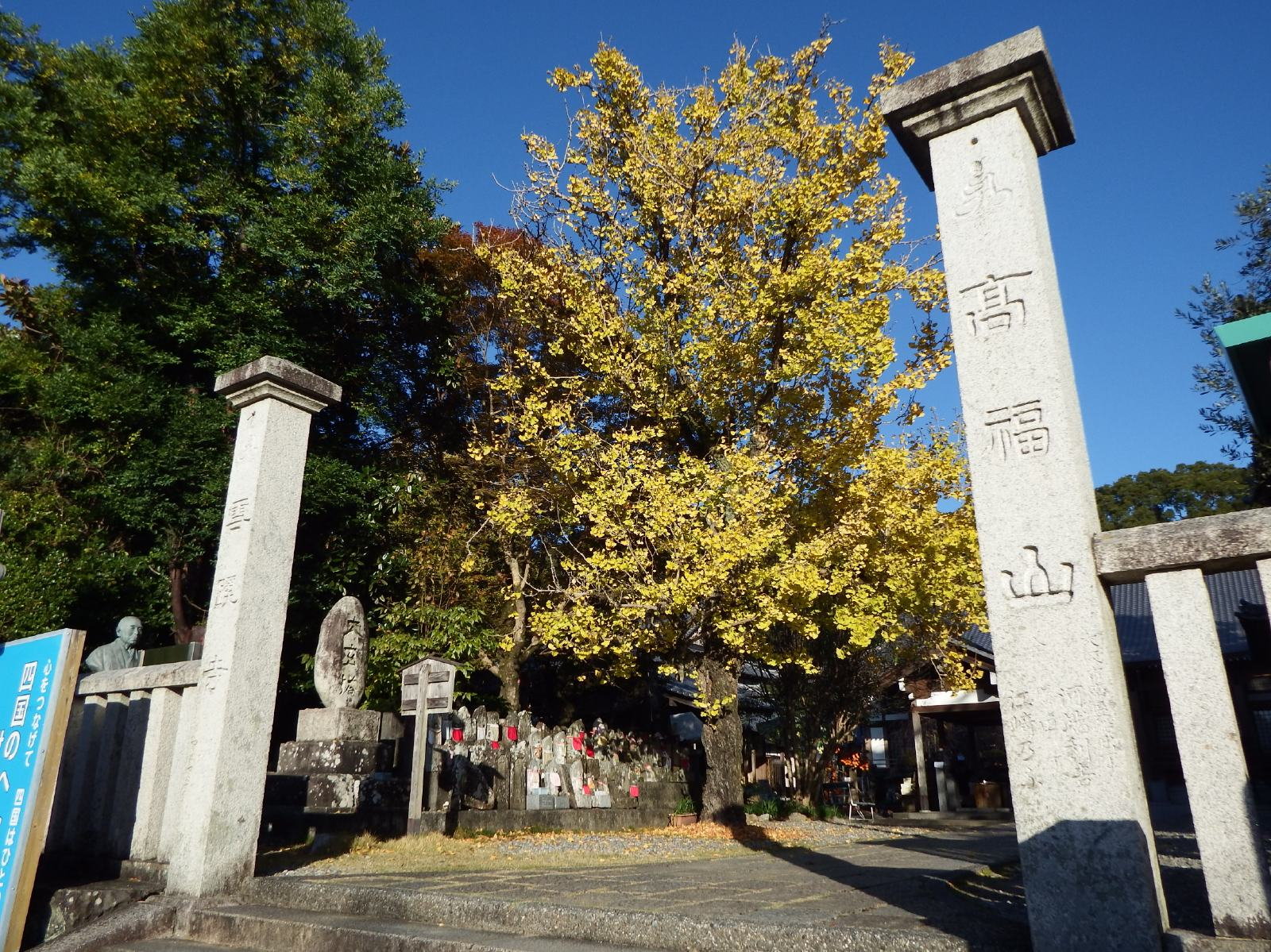
石柱門

- 霊宝殿：本堂の背後に建ち昭和32年建立、本尊・薬師如来を含む重要文化財の全16躰が保存されている。平成26年11月12〜16日一般公開された。
- 大師堂：明治43年建立
- 馬頭観音堂：昭和6年改築、馬頭観音は旅の安全を守るとされ、遍路の信仰が厚い。天井には松洞庵・横井五仙の天女絵が描かれている。
- 安産子安地蔵堂：平成16年改築
- 正一位稲荷大明神（祠）
- 太玄塔・玄峰塔：17代山本太玄住職、第18代山本玄峰住職の供養塔。
- 長宗我部信親（元親の長男）の墓
- 句碑：芭蕉「閑さや岩に沁ミ入る蝉能聲」が大師堂の右前にある。
- 鐘楼：昭和52年改築

石柱門から境内に入ると右に鐘楼、左に手水場がある。正面に本堂が建ち、その右横に大師堂がある。本堂左手に客殿・納経所があり、その左に馬頭観音堂がある。
- 宿坊:なし。ただし通夜堂があり、納経所に申し出ることで宿泊することができる。
- 駐車場：10台、大型5台（要志納金 参考までに普通車で100円）

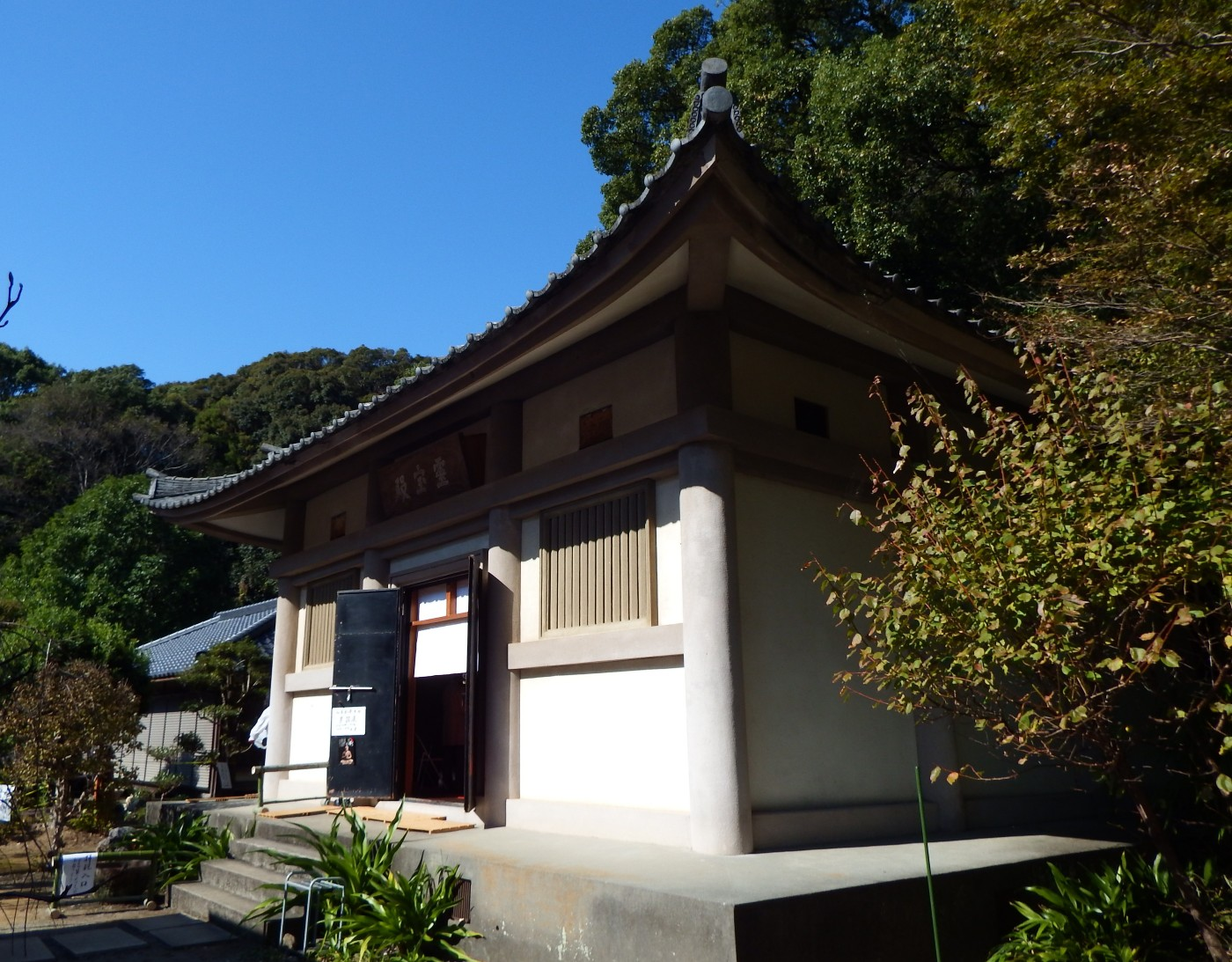
霊宝殿
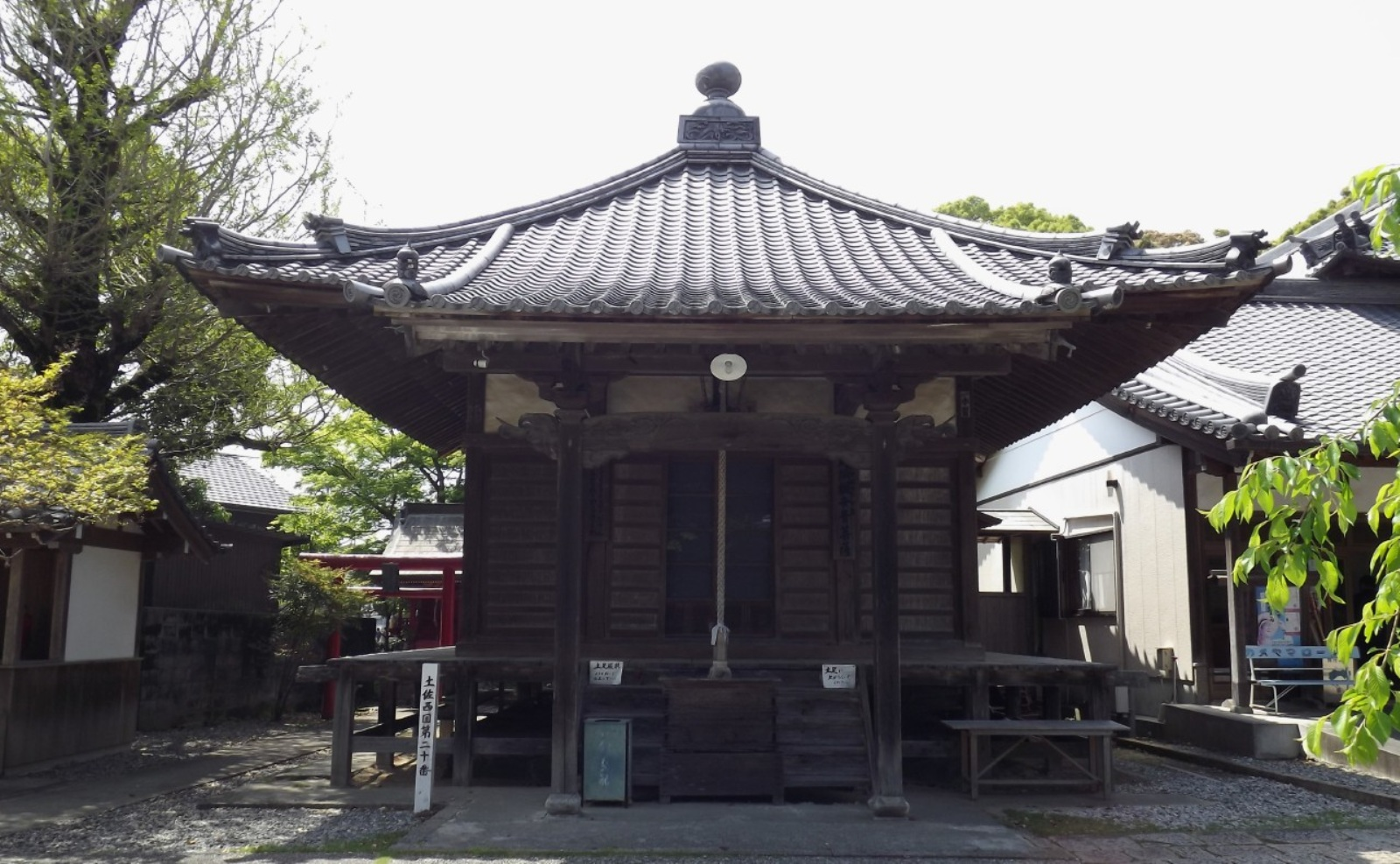
馬頭観音堂
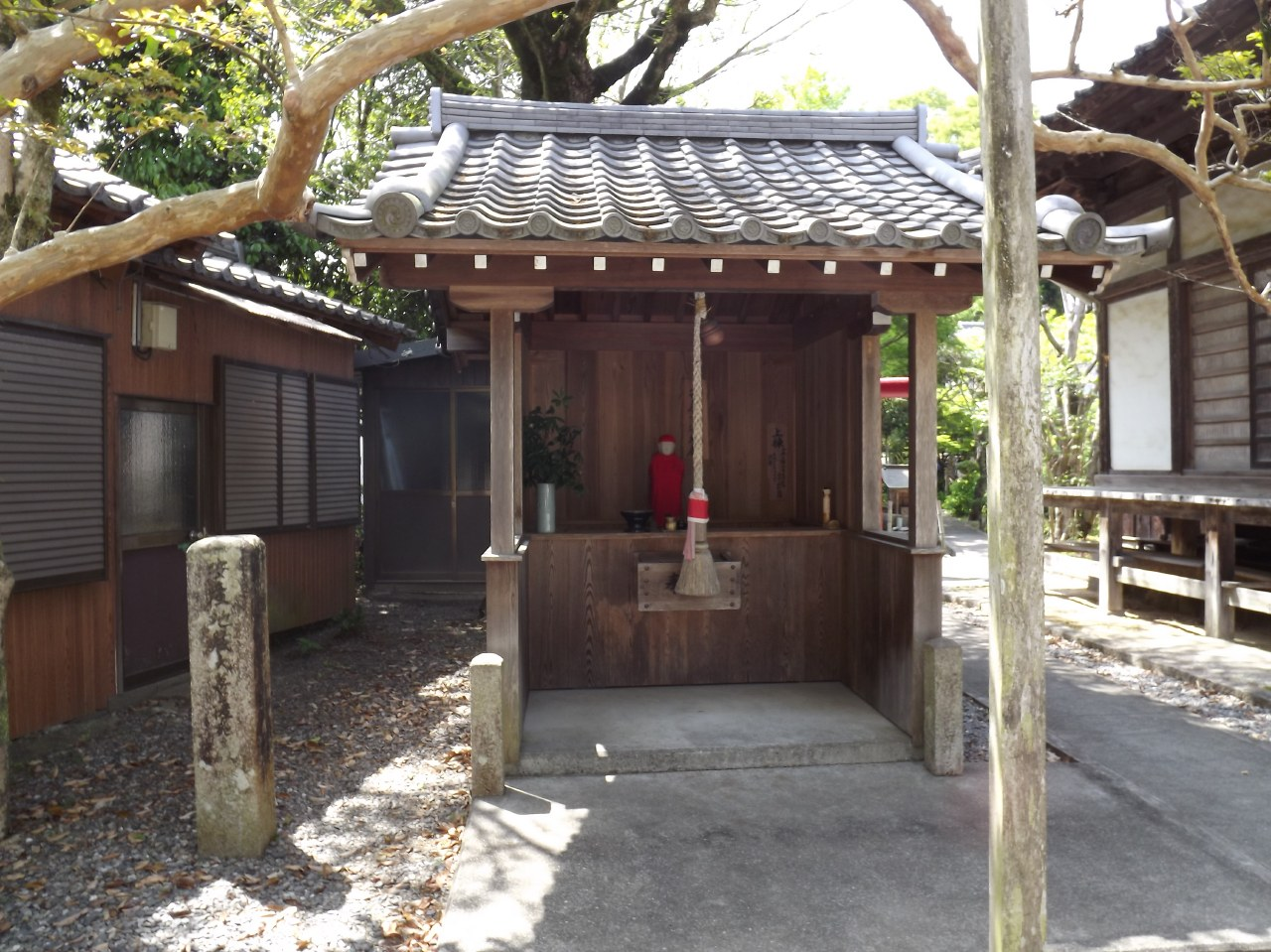
安産子安地蔵堂
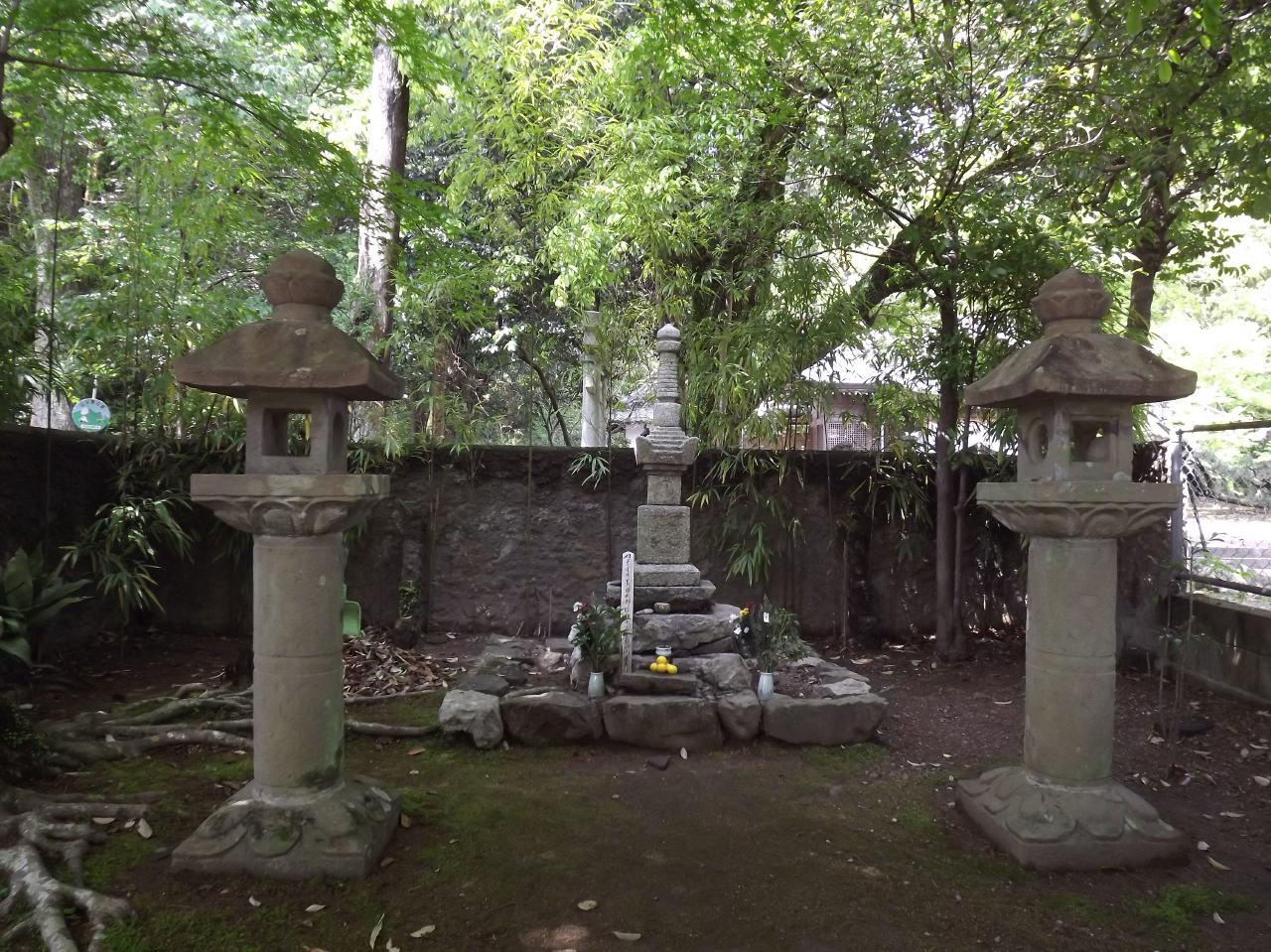
長宗我部信親の墓
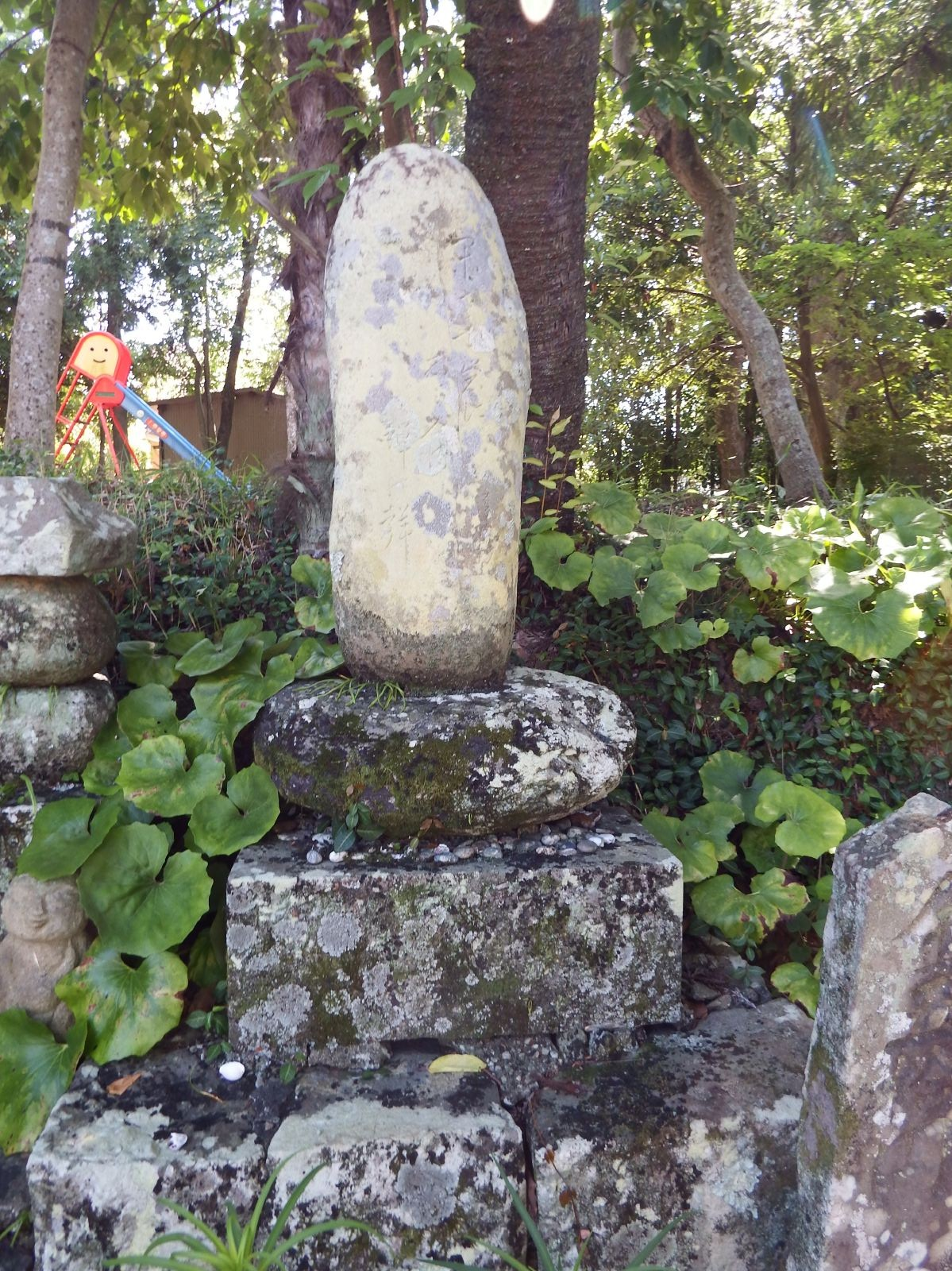
芭蕉の句碑

## 文化財
重要文化財
- 木造薬師如来および両脇侍像 3躯 - 檜材寄木造、漆箔、玉眼、像高：中尊140.0cm、左脇侍（日光菩薩）173.3cm、右脇侍（月光菩薩）172.4 cm、鎌倉時代。明治44年4月17日指定[8][9]

附:木造十二神将立像10躯 - 檜材寄木造、彩色、玉眼、像高：1号像87.2 cm・2号像84.6 cm・3号像85.5 cm・4号像88.9 cm・5号像89.8 cm・6号像84.5 cm・7号像82.8 cm・8号像86.2 cm・9号像88.0 cm・10号像83.5 cm、鎌倉時代・海覚作
- 木造毘沙門天および脇侍吉祥天・善膩師童子（ぜんにしどうじ）立像 3躯 - 檜材寄木造、彩色、玉眼、像高：毘沙門天166.5 cm・吉祥天79.7 cm・善膩師童子71.7 cm、鎌倉時代、湛慶作。毘沙門天像の足枘の墨書銘に「法印大和尚位湛慶」とあり、湛慶の数少ない真作の一つとわかる。明治44年4月17日指定[10][11]。毘沙門天像の右腕と左手首などが失われている。

## 伝説・逸話
- 月峰和尚

雪蹊寺の中興の祖、月峰和尚には妖怪とのやりとりの伝説（歌詠み幽霊の伝説）がある。
妖怪というのは、和歌の上の句に悩んで亡くなった者が成仏できずに、荒れた雪蹊寺に住み着いた霊であった。月峰は近隣の住民に「妖怪が出るので近づかないほうがよい」と言われたが、いかなる妖怪であろうかと寺に寝泊りすることにした。初日に月峰が境内で座禅をくんでいると、泣き声とともに「水も浮き世という所かな」という下の句が聞こえた。月峰は翌晩までに上の句を考えて、翌晩も座禅をくんで霊が現れるのを待っていると、また、その声がしたので、「墨染めを洗えば波も衣きて水も浮き世という所かな」と詠んだ。泣き声はそれ以降しなくなり、妖怪も出なくなった。その話をきいた戦国大名の長宗我部元親は月峰に雪蹊寺の住職になるように頼み、元親は月峰のために雪蹊寺を立派に建て直し、今に至るという。
- 山本玄峰

のちに臨済宗妙心寺派の管長となり昭和の傑僧と呼ばれる山本玄峰老師が青年のころの遍路の途中、雪蹊寺の前で行き倒れになっていたところを太玄和尚（山本太玄）に救われたという逸話が残っている。なお、当寺で出家し、住職も務めている。

## 交通案内
鉄道
とさでん交通桟橋線 - 桟橋通五丁目停留場 (5.1 km)
バス
とさでん交通 長浜行き・桂浜行き「長浜」下車 (0.3 km)
道路
一般道：高知県道34号桂浜はりまや線 長浜 (0.3 km)、高知県道278号弘岡下種崎線 雪蹊寺前 (0.1km)

## 奥の院

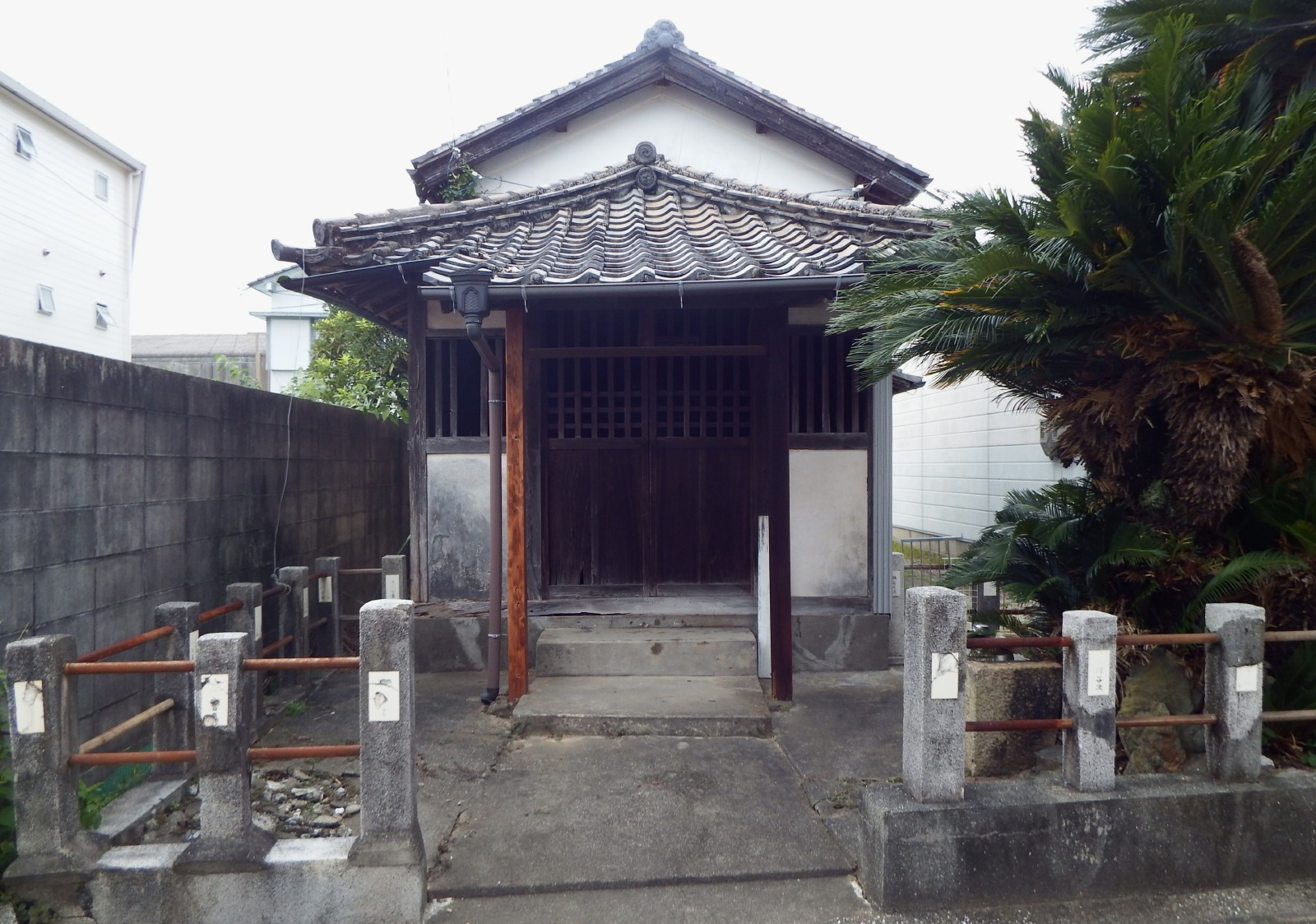
御座大師堂

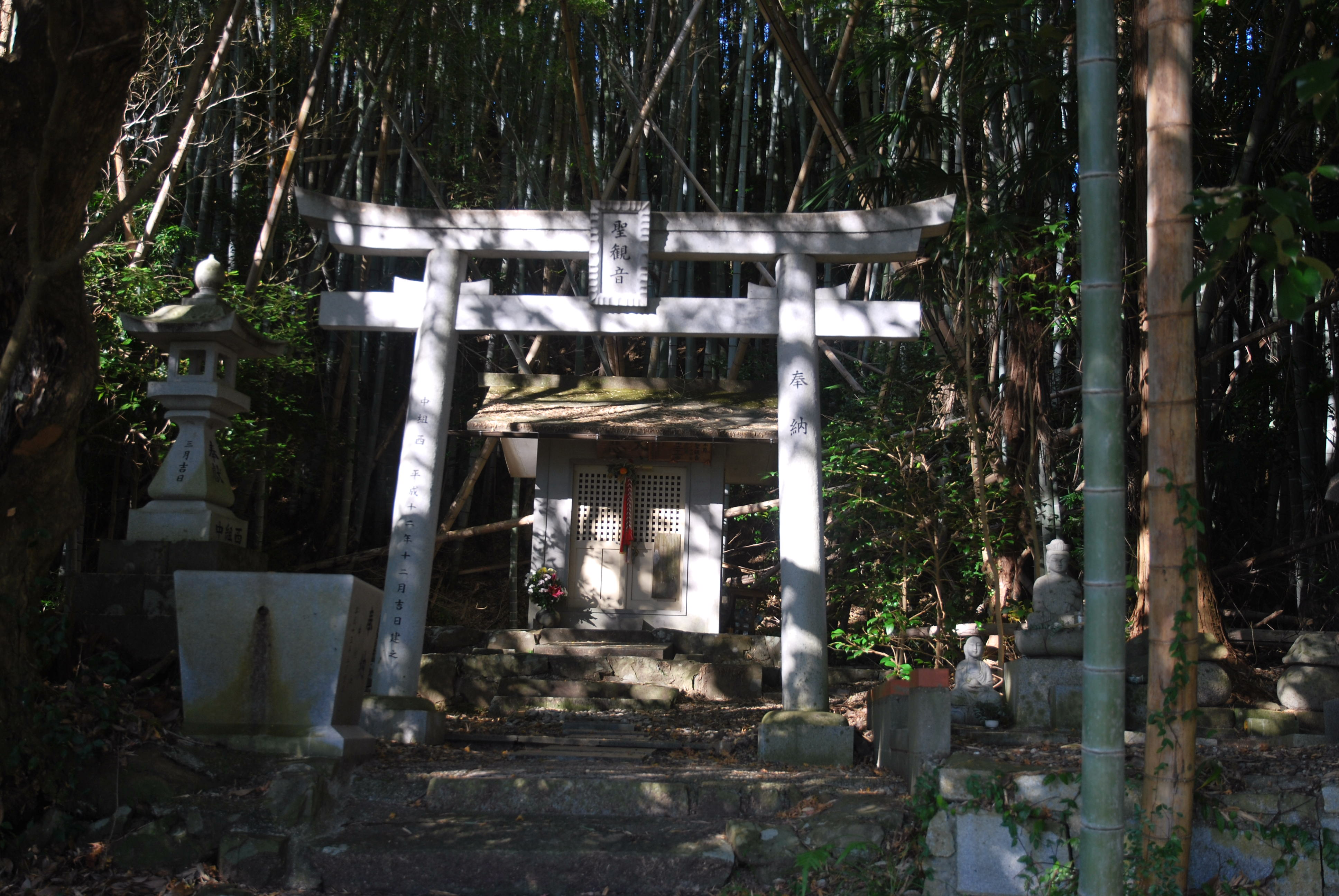
中谷堂
横浜の丘陵中腹にある小堂で、聖観音を祀る。土佐西国第二十一番札所ともなっている。納経は雪蹊寺納経所にて。
- 所在地：高知県高知市横浜 （中谷堂）

御座大師
浦戸湾口を挟んだ対岸の種崎から、50 m ほど離れた県道沿いある大師像を祀る小堂。納経は行われていない。
- 所在地：高知県高知市種崎 （御座大師）

## 前後の札所
四国八十八箇所
32 禅師峰寺 --（7.5 km：渡船経由）-- 33 雪蹊寺 -- (6.3 km)-- 34 種間寺

## 周辺
- 秦神社
- 若宮八幡宮：長宗我部元親初陣の像がある。

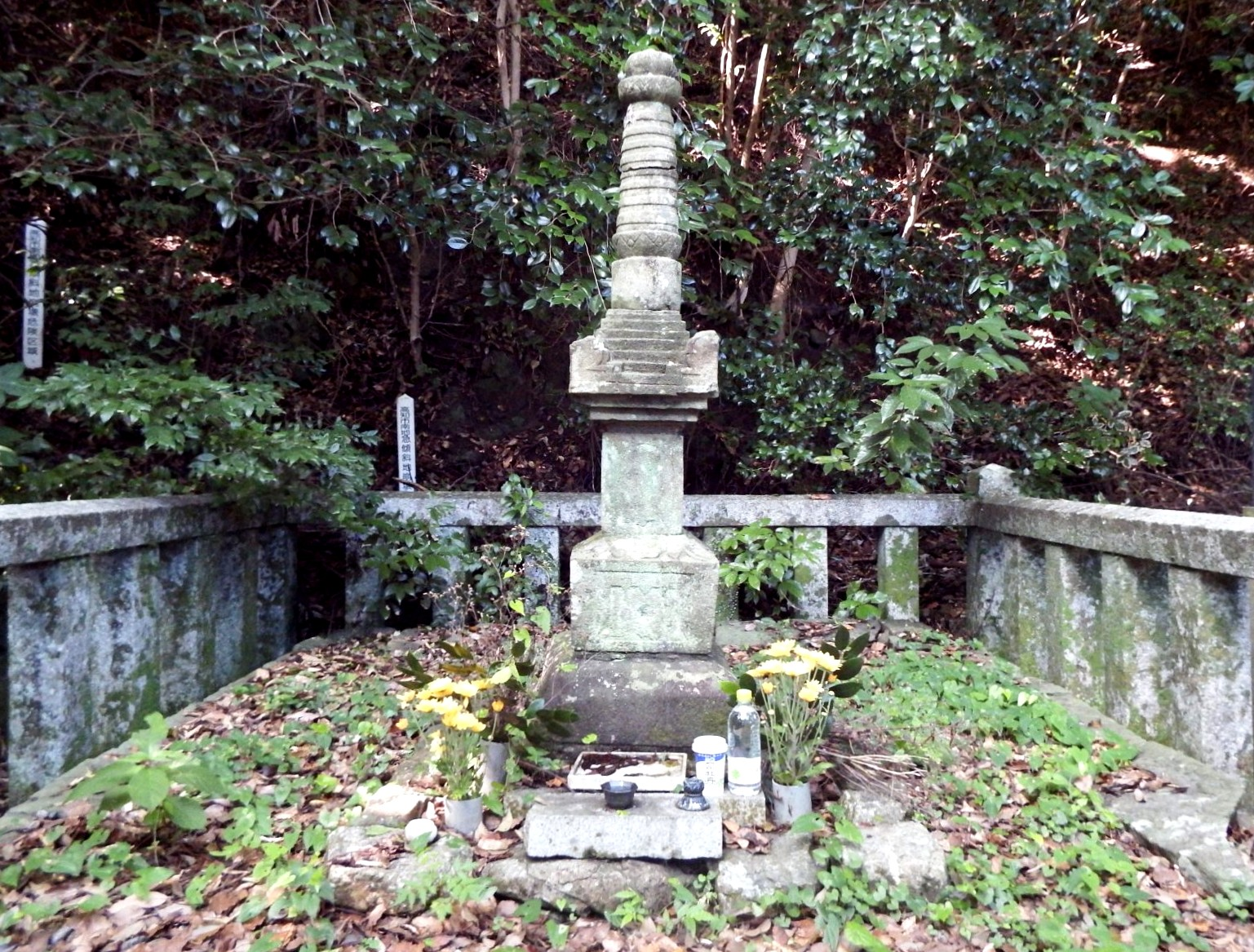
長宗我部元親公墓

- 長宗我部元親墓：県指定史跡2011年3月指定。南斜面の石段を上がった鬱蒼とした石垣の上にある。法号は雪蹊恕三 （長宗我部元親墓所）